# Crescentia amazonica
Crescentia amazonica là một loài thực vật có hoa trong họ Chùm ớt. Loài này được Ducke mô tả khoa học đầu tiên năm 1938.